# Luis Padial
Luis Padial (vollständiger Name: Luis Padial y Vizcarrondo; * 6. Februar 1832 in San Juan, Puerto Rico; † 5. März 1879 in Madrid, Spanien) war ein Brigadier, Politiker und einer der wichtigsten Abolitionisten in Puerto Rico.
Padial stammte aus einer wohlhabenden Familie und erhielt seine Ausbildung an den besten Privatschulen von San Juan. Anschließend schickten seine Eltern in nach Toledo, wo er eine militärische Laufbahn beginnen sollte.
Padial besuchte die Militär-Akademie von Toledo und wurde nach seinem Abschluss zum Lieutenant der spanischen Armee ernannt. 1863 war er in Puerto Rico stationiert, als sich in der Dominikanischen Republik eine Rebellion von Unabhängigkeitskämpfern ereignete. Padials Bataillon erhielt den Auftrag, die Rebellion niederzuschlagen. In einer Auseinandersetzung verletzte er sich schwer und ging zurück nach Puerto Rico, um seine Wunden zu pflegen. Nachdem er selbst miterlebt hatte, wie grausam die Dominikaner von den Spaniern behandelt wurden, kam er zu der Überzeugung, dass deren Streben nach Unabhängigkeit nobel und gerecht sei. Nach seiner Genesung setzte er sich deshalb für das Anliegen der Dominikanischen Republik ein, was im Dezember 1864 auf Befehl des spanischen Gouverneurs General Messina mit seiner Deportation aus Puerto Rico endete.
Padial ging nach Spanien und schloss sich dort den Liberalen an, die unter dem Kommando von General Primm die spanische Monarchie von Königin Isabella II. stürzen und durch eine Republik ersetzen wollten. Padial organisierte 1866 einen Angriff aus Portugal und 1867 einen weiteren aus Frankreich. Nachdem die Rebellen 1868 ihr Ziel erreicht hatten, wurde er zum Brigadier des Bataillons von Madrid ernannt.
Nach seiner Rückkehr nach Puerto Rico wurde Padial 1869 zum Vertreter der Insel am spanischen Gericht ernannt. Am 13. November desselben Jahres schrieb er einen Brief an den Minister für Übersee, Segismundo Moret, in dem er mehr Autonomie für Puerto Rico und die Abschaffung der Sklaverei nach dem Vorbild Kanadas forderte.
Im Juni 1870 brachte er eine Gesetzesvorlage zur Abschaffung der Sklaverei ein, die auf vier Grundsätzen basierte:
1. Das öffentliche Bewusstsein hat die Sklaverei als ein gesellschaftliches Verbrechen verurteilt.
2. Alle zivilisierten Völker haben sie abgeschafft.
3. Spanien hat die Gleichheit vor dem Gesetz feierlich ausgesprochen.
4. Der Geist der Revolution, die Prinzipien der Verfassung sowie die Ideen der Volksvertretung sind mit der Sklaverei unvereinbar.

Das Gesetz wurde unter anderem von Román Baldorioty de Castro, Emilio Castelar und Estanislao Figueras unterstützt. Nach dem Entwurf sollte die Abolition am 17. September 1870 in Kraft treten; ab diesem Zeitpunkt sollten die Freigelassenen die vollen Staatsbürgerrechte genießen. Weiter war für die Sklavenhalter eine Entschädigung vorgesehen, die jedoch nicht für Sklaven über 60 Jahre, Invaliden sowie nach dem Stichtag geborene Kinder geltend gemacht werden konnte. Freigelassene durften nicht länger als 20 Tage zum weiteren Aufenthalt im Haus ihrer ehemaligen Herren gezwungen werden, hatten jedoch ebenso wie Invaliden ein einjähriges Wohnrecht.
Am 19. November 1872 präsentierte er gemeinsam mit Román Baldorioty de Castro, Julio Vizcarrondo und Moret einen zweiten Vorschlag zum Abolitionismus, den die spanische Regierung am 22. März 1873 genehmigte und der als Moret-Gesetz bekannt wurde.
1874 ging Padial in ein freiwilliges Exil in die Schweiz, als die spanische Monarchie wieder an die Macht kam. Im Januar 1879 kehrte er nach Spanien zurück, wo er kurz darauf starb.